# Rana sierrae
Rana sierrae är en groddjursart som beskrevs av Charles Lewis Camp 1917. Arten ingår i släktet Rana och familjen egentliga grodor. IUCN kategoriserar Rana sierrae globalt som starkt hotad. Inga underarter finns listade i Catalogue of Life.
Arten lever i bergskedjan Sierra Nevada i Kalifornien och i de allra västligaste delarna av Nevada i närheten av Lake Tahoe.
Rana sierrae föredrar att leva vid soliga flodstränder, strömmar som löper genom ängar, isolerade pooler och insjökanter. Grodorna förekommer oftast i sjöar på hög höjd och i långsamt rörliga delar av vattendrag. De återfinns sällan långt från vatten även om de kan passera höglänta områden när de flyttar mellan sommar- och vintermiljöer. Övervintringsplatser inkluderar exempelvis under avsatser nära stränderna och djupa undervattenssprickor.